# Świebodzin (gmina)
Pour les articles homonymes, voir Świebodzin.
Świebodzin est une gmina urbaine-rurale (gmina miejsko-wiejska) ou mixte de la powiat de Świebodzin, dans la Voïvodie de Lubusz, dans l'ouest de la Pologne.
Son siège administratif (chef-lieu) est la ville de Świebodzin, qui se situe environ 35 kilomètres au nord de Zielona Góra (siège de la diétine régionale) et 57 kilomètres au sud de Gorzów Wielkopolski (capitale de la voïvodie).
La gmina couvre une superficie de 227,36 km2 pour une population de 30 307 habitants en 2016.

## Histoire
De 1975 à 1998, la gmina est attachée administrativement à la voïvodie de Zielona Góra.

Depuis 1999, elle fait partie de la voïvodie de Lubusz.

## Géographie
Outre la ville de Świebodzin, la gmina inclut les villages et localités de :

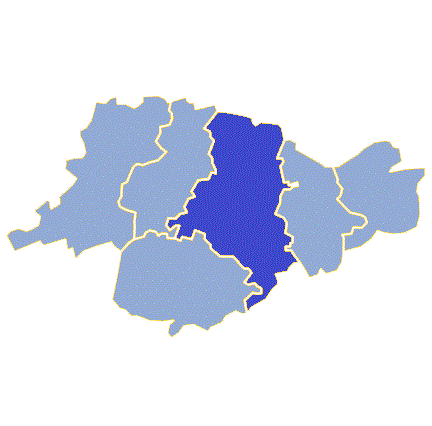
Plan de la gmina

- Borów
- Chociule
- Glińsk
- Gościkowo
- Grodziszcze
- Jeziory
- Jordanowo
- Kępsko
- Krzemionka
- Kupienino
- Leniwka
- Lubinicko
- Lubogóra
- Ługów
- Miłkowo
- Niedźwiady
- Nowy Dworek
- Osogóra
- Podjezierze
- Podlesie
- Raków
- Rosin
- Rozłogi
- Rudgerzowice
- Rusinów
- Rzeczyca
- Wilkowo
- Witosław
- Wityń
- Wygon

### Gminy voisines
La gmina de Świebodzin est voisine des gminy suivantes :
- Lubrza
- Międzyrzecz
- Skąpe
- Sulechów
- Szczaniec
- Trzciel

## Structure du terrain
D'après les données de 2002, la superficie de la commune de Świebodzin est de 227,36 kilomètres carrés, répartis comme telle :
- terres agricoles : 60 %
- forêts : 28 %

La commune représente 24,25 % de la superficie du powiat.

## Démographie
Données du 30 juin 2004:
| Description        | Total  | Total | Femmes | Femmes | Hommes | Hommes |
| ------------------ | ------ | ----- | ------ | ------ | ------ | ------ |
| Unité              | Nombre | %     | Nombre | %      | Nombre | %      |
| Population         | 29 794 | 100   | 15 441 | 51,8   | 14 353 | 48,2   |
| Densité (hab./km²) | 131    | 131   | 67,9   | 67,9   | 63,1   | 63,1   |